# 原拉拉藤
原拉拉藤，或稱為歐洲豬殃殃，为茜草科拉拉藤属下的一个种。